# Сан-Хоакін (Беліз)

Сан-Хоакін (англ. San Joaquin) — поселення на півночі Белізу, в однойменному окрузі Коросаль, південніше адміністративного центру краю.

## Розташування
Сан-Хоакін знаходиться неподалік узбережжя Карибського моря і його затоки-бухти Четумаль, зокрема бухти Коросаль. Поруч поселення знаходиться велике прісноводне озеро Ранчито Лагуна (Ranchito Lagoon). Місцевість навколо Сан Хоакіна рівнинна, помережена невеличкими річками та болотяними озерцями, найбільша водна артерія протікає в кількох кілометрах південніше — Ріо-Нуево (Rio Nuevo).

## Населення
Населення за даними на 2010 рік становить 1470 осіб. З етнічної точки зору, населення  - це суміш, метиси, креоли та майя.
| Рік       | 2000 | 2010 |
| --------- | ---- | ---- |
| Населення | 1189 | 1470 |

## Клімат
Сан Хоакін знаходиться у зоні тропічного мусонного клімату. Середньорічна температура становить +24 °C. Найспекотніший місяць квітень, коли середня температура становить +26 °C. Найхолодніший місяць січень, з середньою температурою +21 °С. Середньорічна кількість опадів становить 3261 міліметрів. Найбільше опадів випадає у жовтні, в середньому 404 мм. опадів, самий сухий квітень, з 46 мм опадів.